# Quadrophenia (film)
Pour les articles homonymes, voir Quadrophenia.
Pour plus de détails, voir Fiche technique et Distribution.
Quadrophenia est un film britannique de Franc Roddam, sorti en 1979. Le film est inspiré de l'album Quadrophenia, un opéra rock du groupe britannique The Who. Il a pour cadre le Royaume-Uni de 1964.

## Synopsis

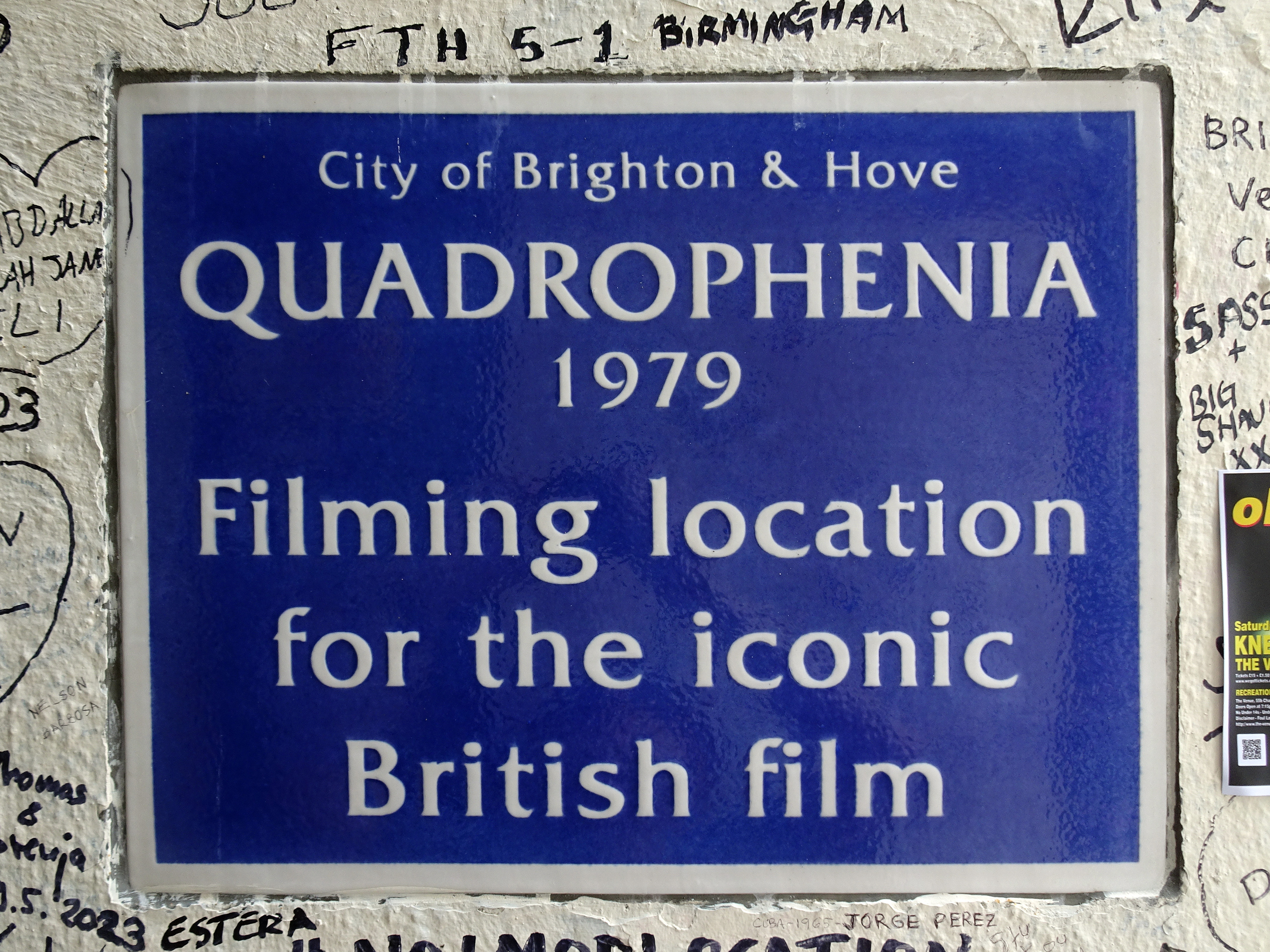
Plaque sur le lieu du tournage du film à Brighton.

Jimmy, un Mod londonien bouillonnant de colère contre le monde qui l'entoure, se révolte bientôt contre tous ses proches et aussi contre les ennemis héréditaires des mods, les rockers, jusqu'au jour où il tombe amoureux d'une fille qui finira entre les mains de son meilleur ami. Il se sépare alors de sa bande puis, détruit aux amphétamines, décide de se rendre à Brighton pour y retrouver les légendaires combats mods-rockers qui s'y déroulaient jadis. Sur place, le jeune homme est déçu et voit notamment son idole, l'« As », dont le look et la classe l'avaient subjugué mais qui n'est qu'un groom dans un hôtel de Brighton. À son insu, Jimmy lui vole son scooter (typiquement mod) puis le jette du haut d'une falaise, sans rien regretter.

## Fiche technique
- Titre original : Quadrophenia
- Titre français : Quadrophenia
- Réalisation : Franc Roddam
- Scénario : Dave Humphries, Franc Roddam, Martin Stellman, Pete Townshend
- Décors : Simon Holland
- Photographie : Brian Tufano
- Montage : Sean Barton et Mike Taylor
- Musique : The Who
- Production : Bill Curbishley, Roy Baird
- Sociétés de production : The Who Films, Polytel
- Pays d'origine : Royaume-Uni
- Format : couleurs - 35 mm - 1,85:1 - Dolby
- Durée : 120 minutes
- Date de sortie :
  - France : 14 mai 1979 (Festival de Cannes) ; 9 avril 1980 (sortie nationale)
  - Royaume-Uni : 16 août 1979 (Londres) ; 12 octobre 1979 (sortie nationale)

## Distribution
- Phil Daniels (VF : Patrick Poivey) : Jimmy
- Ray Winstone : Kevin
- Mark Winget (VF : Marc François) : Dave
- Leslie Ash (en): Steph
- Phil Davis (VF : Dominique Collignon-Maurin) : Chalky
- Toyah Willcox : Monkey
- Sting (VF : Georges Poujouly) : l'« As »
- Trevor Laird : Ferdy
- Andy Sayce : Kenny
- Kate Williams (VF : Jacqueline Cohen) : Mme Cooper, la mère de Jimmy
- Michael Elphick : M. Cooper, le père de Jimmy
- Kim Neve : Yvonne Cooper, la sœur de Jimmy
- Daniel Peacock : Danny
- Timothy Spall : un projectionniste

## Arrangement
La fin du film diffère de celle du concept-album, où Jimmy finit sa vie à boire du gin, déprimé, au bord des falaises. Dans le film, il s'apprête à se jeter en scooter de la falaise mais il s'éjecte au dernier moment et seul le scooter chute le long de la falaise. Le film commence d'ailleurs avec un plan de Jimmy titubant remontant en direction de la route près de la falaise. Il ne s'est donc pas jeté à la mer.

## Réplique
Jimmy — « I don't wanna be the same as everyone else. That's why I'm a Mod, see? » (« Je ne veux pas être semblable à tout le monde. C'est pourquoi je suis un Mod, tu piges ? »)

## Bande originale
La bande originale de Quadrophenia diffère en partie de l'album dont le film est tiré. Elle n'en reprend que dix titres (1 à 9 et 15), dans des versions remixées par John Entwistle, et inclut en outre trois titres écrits pour l'album, mais qui en ont été écartés : Get Out and Stay Out, Four Faces et Joker James.
La bande originale inclut également des titres d'autres artistes des années 1960 et deux titres enregistrés au tout début de la carrière des Who sous le nom de The High Numbers.
1. I Am the Sea
2. The Real Me
3. I'm One
4. 5:15
5. Love, Reign O'er Me
6. Bell Boy
7. I've Had Enough
8. Helpless Dancer
9. Doctor Jimmy
10. Zoot Suit (The High Numbers)
11. Hi-Heel Sneakers (Cross Section)
12. Get Out and Stay Out
13. Four Faces
14. Joker James
15. The Punk and the Godfather
16. Night Train (James Brown)
17. Louie Louie (The Kingsmen)
18. Green Onions (Booker T. and the M.G.'s)
19. Rhythm of the Rain (The Cascades)
20. He's So Fine (The Chiffons)
21. Be My Baby (The Ronettes)
22. Da Doo Ron Ron (The Crystals)
23. I'm the Face (The High Numbers)